# Château de Saint-Saturnin (Lozère)
Le château de Saint-Saturnin est un château (forteresse) situé à Saint-Saturnin en Lozère, en France.

## Situation
Le château est situé sur la commune de Saint-Saturnin, en Lozère, à proximité de La Canourgue. Ce canton était situé dans l'ancienne province du Gévaudan. Le château de Saint Saturnin est au pied des falaises du Causse de Sauveterre, causse aujourd'hui classé patrimoine mondial de l'unesco. Aujourd'hui, le château est visible depuis l'autoroute A75.

## Histoire
Le château est mentionné dans le patrimoine du roi de France au XIIIe siècle, ce qui place sa construction vers cette époque. Le Gévaudan du Moyen Âge est une vicomté décomposée en huit baronnies, auxquelles s'ajoutent douze seigneuries importantes (ayant un droit d'accès aux états privés du Gévaudan). Cependant, une famille possède un statut particulier qui est très proche de celui de baron, il s'agit des comtors de Montferrand (désormais inclus dans la commune de Banassac) qui possède trois mandements (Saint-Pierre-de-Nogaret, Saint-Germain-du-Teil et Trélans). Le château de Saint-Saturnin n'est donc pas une possession des barons de Canilhac tout proches, mais de la famille des Montferrand, famille très puissante.
Au XVIe siècle, Antoine II de la Tour Saint Vidal est le Seigneur de Saint Saturnin. Il fera de nombreux travaux d'embellissement. Nous lui devons la façade Sud du château. Il sera agrandi à partir du milieu du XVIIe siècle, avec une aile ouest reliant le corps de logis du château à la tour Nord Ouest. Le château est alors un quadrilatère flanqué de 4 tours. Le corps de logis au sud, le bâtiment Ouest du XVIIe siècle, les écuries au nord et les fours à l'est. Le dernier propriétaire Casimir d'Yzarn de Freissinet de Valady lèguera le château à sa mort à l'évêché de Mende. Celui ci le rendra en 1905, et utilisera le montant de la vente pour la construction du portail néo gothique de la cathédrale de Mende. 
Le château de Saint Saturnin est d'ailleurs en état de ruine lors de l'inventaire national de 1968. Non classé Monument Historique, un marchand de biens vend pierres, portes fenêtres, au risque de voir le château disparaître. La porte d'entrée du bâtiment ouest sera vendu au château de la Caze, non loin de là, dans les gorges du Tarn. Nous pouvons encore y admirer les armoiries des Yzarn de Freissinet de Valady anciens propriétaires du château de Saint Saturnin. En arrachant ce beau portail renaissance, le bâtiment Ouest s'écroule et disparaît. 
En 1995, une famille attachée au Gévaudan par ses racines et au patrimoine, décide de rattacher la ruine et souhaite restaurer le château avant qu'il ne soit trop tard. Le château sera inscrit aux monuments historiques en 1995 pour son intérêt historique et architectural. Dans un souci constant de sauvegarde du patrimoine, le château est restauré pierre par pierre grâce aux plans et archives permettant ainsi une reconstitution exacte et restauration du chateau de Saint Saturnin. 

## Description

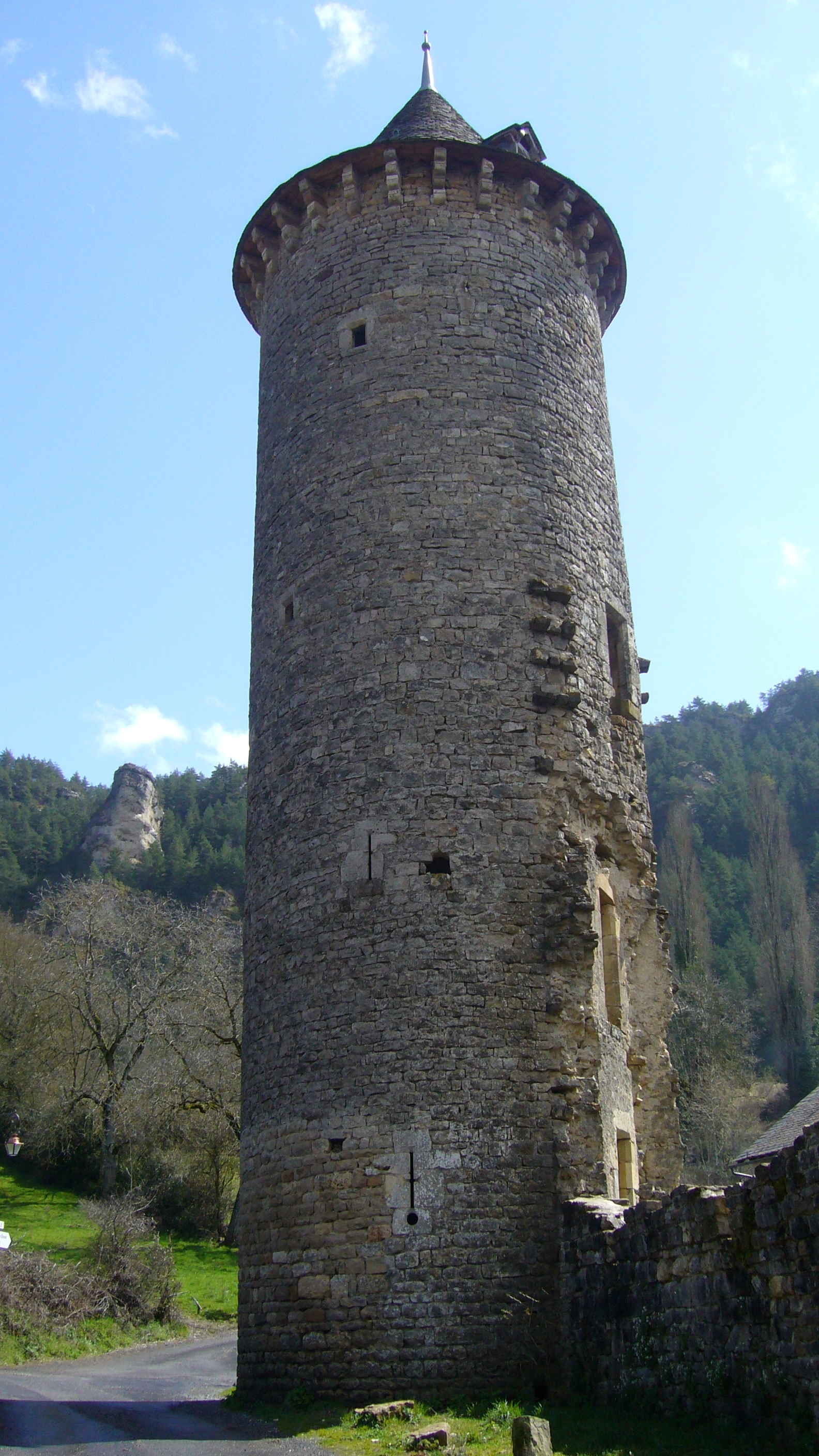
Une des quatre tours du château.

Le château est composé de trois tours rondes et d'une quatrième carrée couvertes en ardoise.

## Légende
Une légende est associée au château et à ses seigneurs. Au Moyen Âge, les gens qui passaient devant le château étaient en devoir de saluer en se découvrant ou en descendant de leur monture. Un jour, plusieurs individus n'ayant pas réalisé le salut furent enfermés dans la prison du château. Mais le seigneur ne voulant pas payer pour les garder enfermés, il conclut avec eux un marché : ils seraient libres à condition d'effectuer la distance entre les cachots et la porte en dansant. Mais les prisonniers n'étaient pas au courant des conditions dans lesquelles devait se dérouler la danse. En effet, juste avant le passage des prisonniers, le seigneur avait fait chauffer les pierres des murs et du sol. La légende ne raconte cependant pas les détails des souffrances endurées par les prisonniers pour rejoindre la sortie.

### Sources et références
1. 1 2  Notice no IA48000263, sur la plateforme ouverte du patrimoine, base Mérimée, ministère français de la Culture
2. ↑  Dr Marcel Barbot, reprise (fr) ici